# Trident (supermarket)
Trident a fost o rețea de supermarketuri din Sibiu operată de compania Trident Trans Tex.
A fost înființată în anul 2004 de soții Constantin și Alina Mateescu.
Rețeaua Trident deține 6 unități în Deva, Sibiu și Sfântu Gheorghe.
Grupul Trident Trans Tex a pornit de la o afacere de import de haine, s-a dezvoltat ulterior în domenii ca exploatări forestiere, transport intern și internațional de marfă și imobiliare, primul supermarket al rețelei Trident fiind deschis în 2004.
În anul 2009, rețeaua de supermarketuri Trident a intrat în insolvență.
Număr de angajați în 2008: 850
Cifra de afaceri:
| Anul          | 2008 | 2007 | 2006 | 2005 | 2004 |
| ------------- | ---- | ---- | ---- | ---- | ---- |
| milioane euro | 55   | 49,8 | 32,5 | 12,8 | 5,8  |